# Groß Kelle
Groß Kelle település Németországban, Mecklenburg-Elő-Pomeránia tartományban. Lakosainak száma 109 fő (2023. december 31.).

## Népesség
A település népességének változása:
| Lakosok száma | 101  | 103  | 102  | 104  | 109  |
|               | 2017 | 2019 | 2021 | 2022 | 2023 |